# Löss

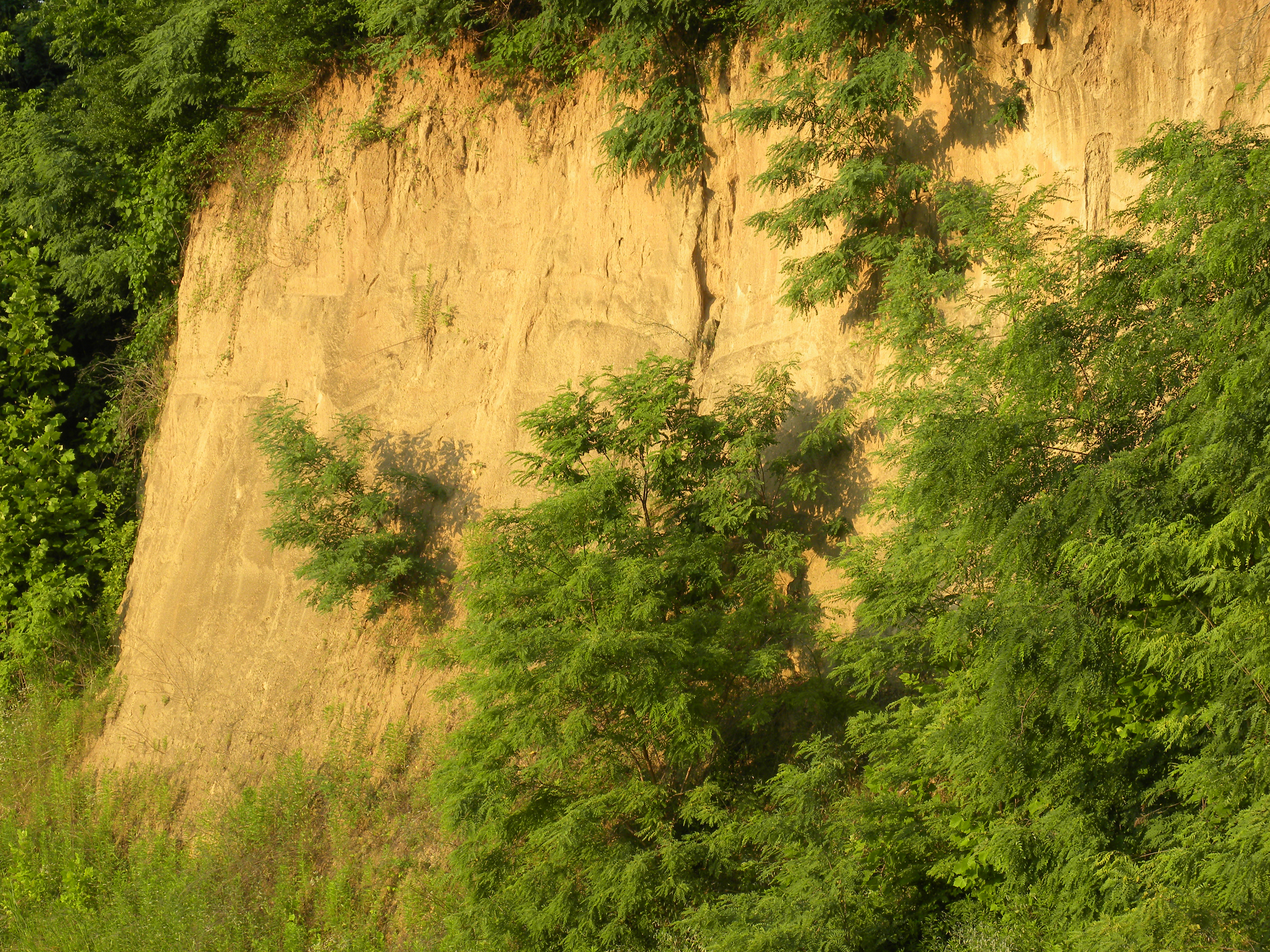
Accumulo di löss.

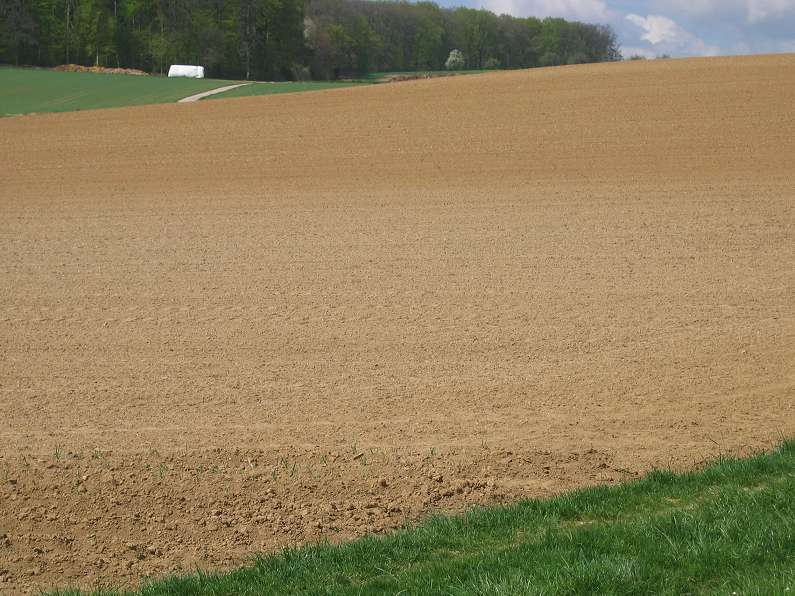
Suolo coltivato su löss, Germania.

Il löss /lœs/, più frequentemente trascritto come loess (la parola è di origine tedesca), è un tipo di sedimento eolico molto fine (delle dimensioni del limo); alle volte, il termine viene impropriamente utilizzato per indicare i suoli che su di esso si sono sviluppati.

## Descrizione
Il löss è un sedimento eolico, che viene cioè originato dal trasporto e dalla deposizione di particelle da parte del vento. Ciò causa la particolare selezione granulometrica che lo caratterizza, la quale è funzione della velocità del vento e della densità dei clasti trasportati. 
Le aree di origine del sedimento possono essere diverse: in alcuni casi, le particelle provengono da depositi inconsolidati di origine glaciale che sono molto suscettibili di erosione, soprattutto da parte del vento; tuttavia le aree di ablazione dei maggiori depositi lössici come l'altopiano del Loess sono costituite dalle ampie aree aride del deserto del Gobi. 
Dopo la rideposizione, i depositi lössici rimangono spesso instabili e possono essere erosi in tempi relativamente brevi; questo destino si compie generalmente anche in mancanza di azioni perturbatrici di origine antropica.
Le deposizioni di löss si estendono spesso su vaste aree: celeberrimi e molto importanti sono l'altopiano del Loess, nella Cina centro-settentrionale e i suoli neri di steppa (Chernozem, Mollisol) della Russia europea meridionale, della Siberia sudoccidentale e delle Grandi Pianure nordamericane.
L'altopiano del Loess, nella Cina centro-settentrionale, è uno dei depositi di löss più estesi e più studiati. Questi sedimenti si sono accumulati durante l'ultimo milione di anni con spessori variabili fino a qualche centinaio di metri e sono caratterizzati da una alternanza di strati di löss veri e propri e suoli. I primi si accumulano durante i periodi glaciali, secchi e ventosi; i secondi si sviluppano durante i periodi interglaciali con clima caldo e umido.

### Loss periglaciale
Il loss periglaciale  è un sedimento strettamente legato alle glaciazioni, quando durante i periodi freddi e secchi delle ere glaciali vaste calotte di ghiaccio avanzavano e si ritiravano. La presenza di questo tipo di sedimenti è utilizzata per datare le epoche preistoriche, ed anche ambiti geografici relativi all'evoluzione umana; in questo senso è rilevante, e dibatutto, il limite meridionale della massima estensione dei depositi di loess, per identificare il limite settentrionale della presenza umana durante i periodi di glaciazione.